# Primera batalla de Coron

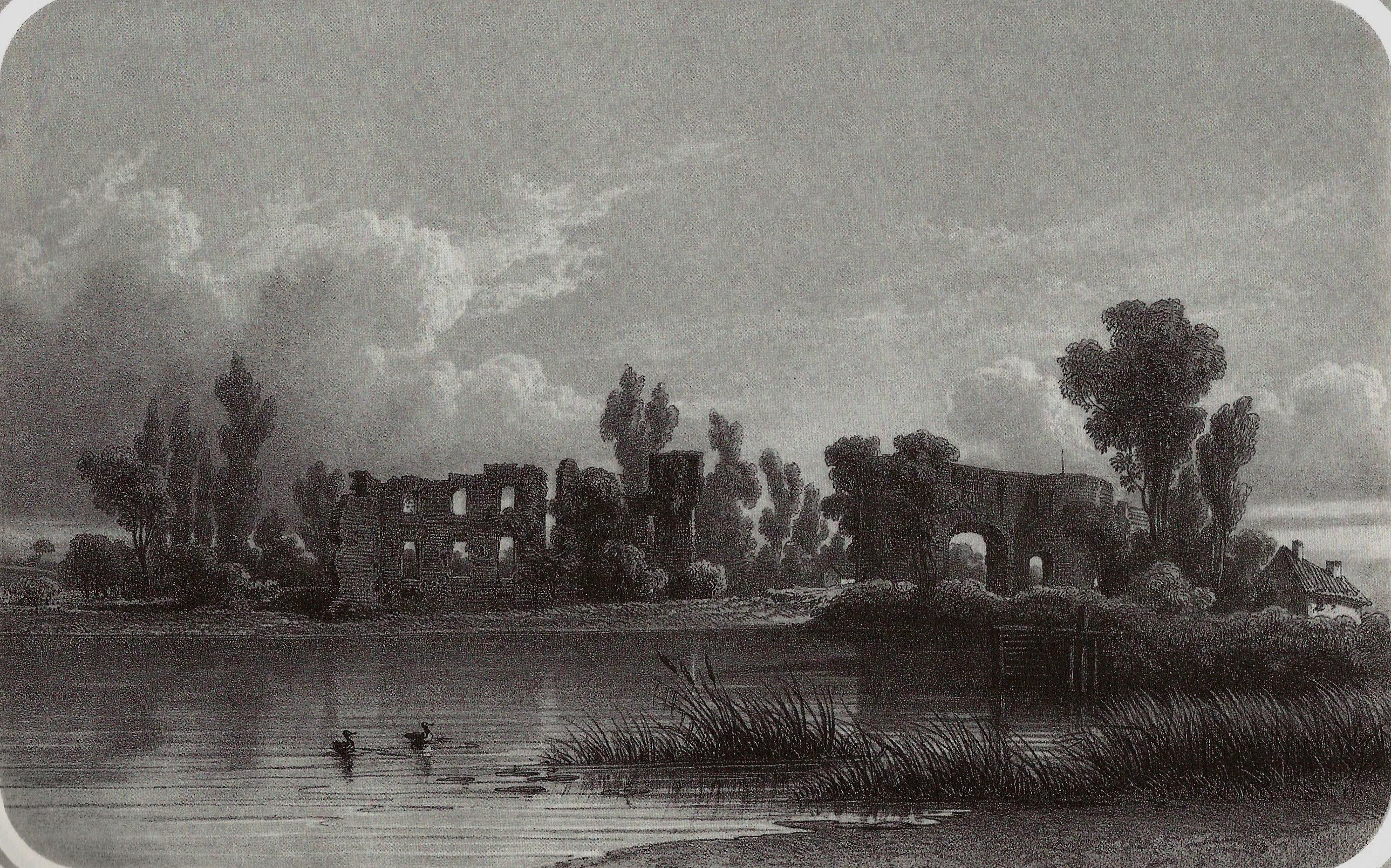
Castell de La Roche Coron per Thomas Drake

La primera batalla de Coron (16 de març de 1793) es va combatre entre les forces franceses reialistes i republicanes a prop de Coron durant la Revolta de La Vendée.
Una divisió republicana de Saumur dirigida per Antoine Joseph Santerre va vèncer als Reialistes Vendeans a Doué-la-Fontaine el 15 de setembre i a Vihiers el 17. Tanmateix, el 18 de setembre la divisió de Santerre va caure en una emboscada entre Vihiers i Coron, preparada per Louis Marie de Lescure i Dominique Piron de La Varenne. La columna republicana es va encaminar i va perdre tota la seva artilleria. Pocs dies després, una divisió republicana flanquejant sota Charles François Duhoux, a ser colpejat a la batalla de Pont-Barré. A mitjans de setembre, l'Exèrcit republicà de les costes de la Rochelle sota Jean Antoine Rossignol va avançar en la Vendée des del sud i l'est, al mateix temps que l'Exèrcit de les costes de Brest i l'exèrcit de Magúncia comandada per Jean Baptiste Camille Canclaux marxava endirecció de ponent. En les batalles a Coron, Pont-Barré, Tiffauges, Montaigu i Saint-Fulgent, els rebels vendeans es van massificar i van derrotar cada columna republicana invasora.